# Grabau (Lauenburg)
Grabau ist eine Gemeinde im Kreis Herzogtum Lauenburg in Schleswig-Holstein. Rülau liegt im Gemeindegebiet.

## Geographie
Der Ort liegt etwa drei Kilometer nordöstlich von Schwarzenbek.

## Geschichte
Das Dorf wurde im Jahr 1230 zum ersten Mal urkundlich erwähnt.
Der heutige Name des Ortes Grabau ist auf die frühere Bezeichnung des Ortes als Grabowe (1230) bzw. Grabow (1460) zurückzuführen. Der Name stammt von dem altslawischen grab für Hain- oder Weißbuche und der Endung -ov, die ein Possessivsuffix darstellt, so dass der Name so viel wie Siedlung bei der Hainbuche oder Weißbuchendorf bedeutet.
Seit 1948 gehörte die Gemeinde zum Amt Schwarzenbek, das 1962 mit dem Amt Basthorst zum heutigen Amt Schwarzenbek-Land fusionierte.

## Politik

### Gemeindevertretung
Bei der Kommunalwahl am 14. Mai 2023 wurden insgesamt neun Sitze vergeben. Von diesen erhielt der Abgeordnete Aktive Grabauer Wählerblock sechs Sitze und die Freie Wählergemeinschaft Grabau drei Sitze.

### Wappen
Blasonierung: „Von einem abgeflachten, aus einem halben, einem ganzen und einem halben Bogen bestehenden schwarzen Bogenbalken zum Schildhaupt geteilt. In Gold oben drei grüne Hainbuchenblätter mit schwarzen Stiel, unten ein rotes Fachwerkhaus mit zwei goldenen Fenstern.“